# Arimalam
Arimalam é uma panchayat (vila) no distrito de Pudukkottai, no estado indiano de Tamil Nadu.

## Geografia
Arimalam está localizada a 10° 16′ N, 78° 54′ L. Tem uma altitude média de 66 metros (216 pés).

## Demografia
Segundo o censo de 2001,  Arimalam  tinha uma população de 7811 habitantes. Os indivíduos do sexo masculino constituem 49% da população e os do sexo feminino 51%. Arimalam tem uma taxa de literacia de 61%, superior à média nacional de 59.5%; com 57% para o sexo masculino e 43% para o sexo feminino. 12% da população está abaixo dos 6 anos de idade.